# Mike Turnesa
Michael C. Turnesa (Elmsford, 9 juni 1907 – Sleepy Hollow (New York), 31 oktober 2000) was een beroemde golfprofessional voor en na de Tweede Wereldoorlog. 
Michael was de zoon van Italiaanse ouders die in 1889 naar de Verenigde Staten emigreerden. Hij had zes broers die ook golf speelden: Phil (1896–1987), Frank (1898–1949), Joe (1901–1991), Doug (1909–1972), Jim (1912–1971) en Willie (1914–2001). Willie was de enige die amateur bleef, nadat zijn broers geld bij elkaar legden om hem te laten studeren. Ze leerden golf spelen op de Fairview Country Club, waar hun vader Vitale dagarbeider was. 
Turnesa's golfcarrière begon als hulpje in de golfwinkel van de Metropolis Country Club. Daarna werd hij assistant-professional en eind 1920 werd hij playing professional. Hij speelde 18 jaar op de Amerikaanse PGA Tour. Nadat hij zes toernooien had gewonnen, ging hij weer lesgeven. Hij kreeg een baan op de Knollwood Country Club. 
In 1933 en 1941 won hij het Westchester Open en in 1940 won hij het Metropolitan PGA kampioenschap op Ardsley. In 1948 werd hij vooral beroemd omdat hij achter Ben Hogan eindigde bij het PGA Championship in St Louis. In 1942 werd hij derde bij het Hale America Tournament, dat tijdens de oorlog het US Open verving. Mike Turnesa speelde in de eerste editie van The Masters Tournament in 1934 samen met zijn broers Joe en Willie.
Turnesa's zoon Jim is golfcoach van verschillende tourspelers en zijn broer Mike geeft les op de Rockville Links Country Club on Long Island.  Mike Turnesa's kleinzoon Marc Turnesa is ook professional geworden en speelt op de Nationwide Tour en de PGA Tour. Op beide Tours heeft hij al een toernooi gewonnen.

## Gewonnen

### PGA Tour
onder meer:
- 1931: 1 toernooi
- 1932: 3 toernooien
- 1933: Westchester Open
- 1941: Westchester Open

### Elders
- 1949: Metropolitan PGA Championship